# Erotomania
"Erotomania" je četvrta pjesma s albuma Awake (izdan 1994. godine) američkog progresivnog metal sastava Dream Theater. Erotomania je ujedno i prvi dio suite A Mind Beside Itself. Osim na studijskom izdanju, pjesma je još uključena u uživo izdanje Live Scenes from New York.
Skladba "Erotomania" instrumentali je uvod suite koji prenosi razne teme i riffove u preostale dvije skladbe, "Voices" i "The Silent Man". Pojam erotomanija označava psihološki poremećaj u kojem je spolni nagon pretjerano potenciran.

## Izvođači
- James LaBrie - vokali
- John Petrucci - električna gitara
- John Myung - bas-gitara
- Mike Portnoy - bubnjevi
- Kevin Moore - klavijature